# Brændgårde
Brændgarde er et område som ligger mellem Vandel og Lindeballe, sydvest for landsbyen Åst, og består af en håndfuld gårde, heriblandt Brendgaard som den ældste.
|  | Denne artikel om lokaliteten Brændgårde kan blive bedre, hvis der indsættes et (bedre) billede. Du kan hjælpe ved at afsøge Wikimedia Commons for et passende billede eller lægge et op på Wikimedia Commons med en af de tilladte licenser og indsætte det i artiklen. |

55°44′12.86″N 9°12′33.06″Ø / 55.7369056°N 9.2091833°Ø